# Patrick Brennan (Musiker)
Patrick Brennan (* 1954 in Detroit) ist ein US-amerikanischer Jazz-Altsaxophonist und Komponist.

## Leben
Patrick Brennan arbeitete seit Anfang der 1980er Jahre in der Detroiter Jazzszene, u. a. mit der Formation SOUP, hatte aber – abgesehen von Eigenproduktionen im Jahr 1982 für sein Deep Fish Imprint – erst im Jahr 1998 Gelegenheit zu Aufnahmen unter eigenem Namen; für das Label CIMP entstand im Duo mit dem kanadischen Bassisten Lisle Ellis das Album Saunters, Walks, Ambles. 1999 arbeitete Brennan mit sudanischen Musikern für das Album Sudani Mitte 2002 nahm er in erweiterter Besetzung für Cadence Jazz das Album Rapt Circle auf, darauf zwei Konzertmitschnitte u. a. vom Festival International de Jazz de Montréal; mitwirkender Perkussionist war Juma Santos Ayantola, der auf Miles Davis’ Album Bitches Brew gespielt hatte. 2004 folgte das Trioalbum The Drum Is Honour Enough (CIMP) mit Steve Swell und dem Bassisten und Violinisten Hilliard Greene. 2007 arbeitete Brennan im Trio mit Hilliard Greene und dem Perkussionisten David Pleasant, mit denen er das Album Muhheankuntuk – River that Flows two Ways (Clean Feed) einspielte.
Der Kritiker Chris Kelsey vergleicht in Allmusic Brennans Stil mit Ornette Coleman.

## Diskographische Hinweise
- Patrick Brennan, Maria Do Mar, Ernesto Rodrigues, Miguel Mira, Hernâni Faustino, Abdul Moimême: The Sudden Bird of Waiting (Creative Sources Recordings, 2020)

## Filme
- 2012: Breaking Dawn Part 2 als Liam